# Pont d’Artigues
Der Pont d’Artigues, auch Pont de l’Artigue, deutsch etwa Brücke von Artigue, ist eine Fußgängerbrücke in Okzitanien in Frankreich, die über die Osse führt. Sie ist Teil des Jakobswegs Via Podiensis, der von Le Puy-en-Velay in der Auvergne nach Saint-Jean-Pied-de-Port in den Pyrenäen führt und zum UNESCO-Welterbe Wege der Jakobspilger in Frankreich gehört.
Die 1724 errichtete gemauerte Bogenbrücke steht an einer Stelle, die wahrscheinlich schon von der Römerstraße Agen nach Eauze und Aire-sur-l’Adour als Flussübergang benutzt wurde, was aber nicht durch Ausgrabungen bestätigt werden konnte. Das Bauwerk aus dem 18. Jahrhundert wurde in den 1950er Jahren renoviert.
Die Brücke ist knapp 30 Meter lang und knapp drei Meter breit. Sie ist asymmetrisch ausgeführt und besteht aus einem großen Hauptbogen, der von zwei kleinen Bögen flankiert ist. Auf der Ostseite schließt sich zusätzlich ein weiterer großer Bogen an, der auf der Westseite fehlt. Der Fahrbahn verläuft von beiden Seiten ansteigend zu einem Scheitelpunkt, der sich am östlichen Rand des Hauptbogens befindet.